# KISS (reguła)
Reguła KISS (ang. Keep it simple, stupid, pol. Zrób to prosto, idioto) – reguła powstała w latach 60. XX wieku w środowisku amerykańskich inżynierów wojskowych i przypisywana inżynierowi lotnictwa Kelly’emu Johnsonowi (1910–1990). Istotą przekazu miało być tworzenie projektowanych samolotów w tak prosty sposób, aby każdy średnio uzdolniony mechanik mógł je naprawić w warunkach polowych i przy użyciu prostych narzędzi. Reguła ta została przeniesiona i zaadaptowana do wielu innych dziedzin naukowych, inżynierskich i życia społecznego.
Reguła ta jest często wspominana przy dyskusji architektury lub szczegółów budowy projektów. Jej istotą jest dążenie do utrzymania eleganckiej i przejrzystej struktury, bez dodawania niepotrzebnych elementów.
Reguła KISS jest często używana przez twórców programów komputerowych. W środowisku tym doczekała się polskiego odpowiednika: BUZI (Bez Udziwnień Zapisu, Idioto), atrakcyjnego przez to, że nie tylko oddaje sens akronimu, ale i sam kojarzy się z angielskim pierwowzorem (kiss – całować; pocałunek, buziak).
Nie jest to jednak zwrot o typowo informatycznym charakterze, spotyka się go bowiem także w kręgach biznesowych. Również popularne w grupach 12 Kroków.